# Stade d'Angondjé
Het Stade d'Angondjé is een voetbalstadion in Angondjé, een voorstad van Libreville in Gabon. Het wordt aangeduid als Stade de l'Amitie. Het stadion bouwen werd verwacht dat 20 maanden in beslag zou nemen en werd gefinancierd door de Gabonese en Chinese overheden.
Het is een van de vier stadions die werd gebruikt tijdens het Afrikaans kampioenschap in 2012 en was het decor van de finale.
De symbolische leggen van de eerste steen werd gemaakt door de Gabonese minister van sport Rene Ndemezo'Obiang en de Chinese vice-minister Fu Ziying in april 2010. Dit stadion werd gebouwd door China, en is gebouwd op een terrein van 30 hectare van het Chinese bedrijf Shanghai Construction. Het werk werd volledig gefinancierd door China.

## Afrika Cup 2017
Het stadion wordt gebruikt voor de Afrika Cup van 2017. In dit stadion zullen 5 van de 6 wedstrijden uit poule A worden gespeeld, waaronder de openingswedstrijd van dit toernooi. Daarnaast nog enkele wedstrijden in de knock-outfase. Ook de finale vindt plaats in dit stadion. 
| № | Datum           | Wedstrijd                | Uitslag | Afrika Cup   | Tsch   |
| - | --------------- | ------------------------ | ------- | ------------ | ------ |
| 1 | 14 januari 2017 | Gabon – Guinee-Bissau    | 1 – 1   | Groep A      | 39.230 |
| 2 | 14 januari 2017 | Burkina Faso – Kameroen  | 1 – 1   | Groep A      |        |
| 3 | 18 januari 2017 | Gabon – Burkina Faso     | 1 – 1   | Groep A      |        |
| 4 | 18 januari 2017 | Kameroen – Guinee-Bissau | 2 – 1   | Groep A      |        |
| 5 | 22 januari 2017 | Kameroen – Gabon         | 0 – 0   | Groep A      |        |
| 6 | 23 januari 2017 | Senegal – Algerije       | 2 – 2   | Groep B      |        |
| 7 | 28 januari 2017 | Burkina Faso – Tunesië   | 2 – 0   | Kwartfinale  |        |
| 8 | 1 februari 2017 | Burkina Faso – Egypte    | 1 – 1   | Halve finale |        |
| 9 | 5 februari 2017 | Egypte – Kameroen        | 1 – 2   | Finale       |        |

Stade d'Oyem (Oyem) · Stade de Franceville (Franceville) · Stade d'Angondjé (Libreville) · Stade de Port-Gentil (Port-Gentil)